# Susanne Kerckhoff
Susanne Kerckhoff, geboren als Susanne Harich (* 5. Februar 1918 in Berlin; † 15. März 1950 ebenda), war eine deutsche Schriftstellerin, Journalistin und Lyrikerin.

## Leben
Susanne Harich war die zweite Tochter der Cembalistin, Musikwissenschaftlerin und Japanologin Eta Harich-Schneider und des Literaturhistorikers Walther Harich. 1922 ließen sich ihre Eltern scheiden, die Mutter zog sie und ihre zwei Jahre ältere Schwester Lili (1916–1960), Sopranistin, allein auf. Ihr Halbbruder Wolfgang Harich (1923–1995), Schriftsteller und Philosoph, und ihre Halbschwester Gisela Harich, verheiratete Witkowski (* 1925), entstammten der zweiten Ehe ihres Vaters.
Harich wuchs bürgerlich-liberal in Berlin auf. Es gab Begegnungen und Briefwechsel mit Carl Sternheim, Carl Schmitt, Erich Kästner, Klabund, Kurt Hiller, Gottfried Benn. Sie besuchte die Auguste-Viktoria-Schule und später die Bismarck-Schule in Charlottenburg und legte 1937 ihr Abitur ab. Als Schülerin schloss sie sich der allerdings 1933 verbotenen Sozialistischen Arbeiterjugend an. Ab 1935 veröffentlichte sie und wurde 1937 in die Reichsschrifttumskammer aufgenommen.
Im Alter von 19 Jahren heiratete sie 1937 den Buchhändler Hermann Kerckhoff. Ihre Kinder wurden 1937 (Hermann), 1938 (Dina) und 1945 (Christian) geboren.
Von 1941 bis 1943 studierte sie Philosophie an der Friedrich-Wilhelms-Universität in Berlin.
Im Mai 1945 wurde die Kerckhoffsche Buchhandlung am Alexanderplatz in Berlin zerstört. Kerckhoff erlebte das Kriegsende mit ihren Kindern im Emsland, wo sie als Dolmetscherin arbeitete und Mitglied der SPD wurde. Ein Jahr später trennte sie sich von ihrem Ehemann und den Kindern und zog nach Ost-Berlin. 1947 erfolgte die Scheidung von Hermann Kerckhoff, ihr Mann erhielt 1949 das Sorgerecht für die Kinder.
Vom 4. bis 10. Oktober 1947 nahm Kerckhoff am  Ersten Deutschen Schriftstellerkongress in Berlin (West und Ost) teil. Ebenfalls ab 1947 arbeitete sie für den Ulenspiegel, eine amerikanisch-lizenzierte Zeitschrift, ab 1948 als Redakteurin. 1948 wurde sie Mitglied der SED und Vorstandsmitglied des Schutzverbandes Deutscher Autoren. Ab 1949 war sie Feuilletonredakteurin der Berliner Zeitung, ab 1949 bis zu ihrem Tod die Leiterin der Kulturredaktion.
Am 15. März 1950 beging Susanne Kerckhoff in Berlin-Karolinenhof Suizid. Zuvor war ihr in SED-Rundschreiben eine „schwankende ideologische Haltung“ vorgeworfen worden. Sie wurde auf dem Berliner Waldfriedhof Grünau beigesetzt. Arnold Zweig gehörte zu denen, die sie nach ihrem Tod würdigten mit den Worten: „Aus welchen Bestandteilen mischte sich Dir der Trank, der Dir die Lust am Leben vergällte?“

## Rezeption
Susanne Kerckhoffs erste literarische Werke waren noch unpolitisch, leichte Unterhaltungsliteratur, „geistige Resultate einer geborgenen bürgerlichen Mädchenexistenz“. Nach 1945 setzte sie sich auch literarisch für eine demokratische Erneuerung Deutschlands ein. Sie beschäftigte sich mit dem Thema der Verfolgung und Ermordung jüdischer Mitbürger. So setzte sie sich in ihrem Buch „Berliner Briefe“ mit dem geistig-moralischen Zustand der Deutschen in der Nachkriegszeit auseinander: In Form fiktiver Briefe an einen emigrierten jüdischen Jugendfreund machte sie ihre Position zur Schuldfrage und zum Verdrängen deutlich.
Nach ihrem Tod fand Susanne Kerckhoff weder in der DDR noch im Westen in Literaturgeschichten oder Schriftstellerlexika Erwähnung. Sie hatte für heftige Kontroversen und Schuldzuweisungen in Ost und West gesorgt; es wurden ebenso politische wie private Gründe für ihren Freitod unterstellt. Erst seit 1989 wird ihr zunehmend wieder ein Platz in der Literaturgeschichte eingeräumt.

## Werke
- Lied. In: Almanach der Dame. Gedichte. Berlin 1935, S. 47 (unter dem Mädchennamen Susanne Harich).
- Die Mark, Lied, Spiel, Nachtgedanken. An Hermann Hesse. Erinnerung. Gedichte. In: Frühe Ernte. Eine kleine Sammlung junger Dichter. Ellermann, Hamburg 1939 (Das Gedicht; 5,8), S. 5–10.
- Tochter aus gutem Hause. Roman. Globus-Verlag, Berlin 1940.
- Das zaubervolle Jahr. Roman. Heyne, Dresden 1941.
- In der goldenen Kugel. Roman. Heyne, Dresden 1944.
- Das innere Antlitz. Gedichte. Dressler, Berlin 1946.
- Kriegsende und Die Schuld. Gedichte. In: Gunter Groll (Hrsg.): De Profundis. Deutsche Lyrik in dieser Zeit. Desch, München 1946, S. 207–211.
- Die verbrannten Sterne. Erzählung. In: Ende und Beginn. Sechs Erzählungen von Gegenwart und Zeit. Wedding-Verlag, Berlin 1947.
- Die verlorenen Stürme. Roman. Wedding-Verlag Berlin 1947 (Digitalisat); Neuausgabe: Verlag Das Kulturelle Gedächtnis, Berlin 2021, herausgegeben und mit einem Nachwort versehen von Peter Graf, ISBN 978-3-946990-45-1.
- Menschliches Brevier. Gedichte. Verlag „Lied der Zeit“, Berlin 1948 (Digitalisat).
- Berliner Briefe. Wedding-Verlag, Berlin 1948; Neuausgabe: Verlag Das Kulturelle Gedächtnis GmbH, Berlin 2020, herausgegeben und mit einem Nachwort versehen von Peter Graf, ISBN 978-3-946990-36-9
- Zeit, die uns liebt. Gedicht. In: Ost und West (1949), Heft 10, S. 52 f.
- Die Schuld. Gedicht. In: Heinz Ludwig Arnold (Hrsg.): Die deutsche Literatur 1945–1960. Bd. 1: Draußen vor der Tür. Deutsche Literatur 1945–1960. dtv, München 1995, ISBN 3-423-12081-9, S. 240–241.
- Monika Melchert (Hrsg.): Vor Liebe brennen. Lyrik und Prosa. trafo-Verlag, Berlin 2004, ISBN 3-89626-405-2
- Heinz Lüdecke (Hrsg.): Zeit, die uns liebt. Ein Gedenkbuch für Susanne Kerckhoff. Mit Beiträgen von Arnold Zweig und Paul Rilla. Mitteldeutscher Verlag, Halle (Saale) 1950.